# Adam Ignacy Komorowski
Adam Ignacy Komorowski (Czyżowice, 24 de maio de 1699 – Skierniewice, 2 de março de 1759) foi um bispo católico da Polônia.

## Biografia[1]
Adam Komorowsk nasceu em Czyżowice, uma aldeia no espaço geográfico de Chełmno. Estudou filosofia e teologia com os jesuítas de Cracóvia e Breslau, e em 1723 formou-se em Roma com uma licenciatura In utroque iure.
Após ingressar no estado eclesiástico, obteve vários benefícios e prebendas: foi cônego dos capítulos colegiados de Tarnów e Pilica, onde também foi reitor; arquidiácono do capítulo colegiado de Nowy Sącz; foi reitor do capítulo colegiado de São Miguel no Castelo de Wawel; foi chanceler, e depois, reitor do capítulo da catedral de Cracóvia.
Em 1748 foi eleito arcebispo metropolitano de Gniezno, e primaz da Polônia, sendo este cargo o que atuou até a data de sua morte.
Atuou como membro do Sejm em 1752, e como cavaleiro da Ordem da Águia Branca.
Foi apoiador da monarquia de Augusto III. Ele foi libertado quando o rei foi capturado pelos prussianos durante a Guerra dos Sete Anos e apoiou a candidatura de seu filho,, Carlos Cristão, ao Ducado da Curlândia e Semigália.
Ele morreu em 1759, e está sepultado na Igreja colegiada de Łowicz.

## Genealogia episcopal e sucessão apostólica
Sua genealogia episcopal é:
- Cardeal Scipione Rebiba
- Cardeal Giulio Antonio Santori
- Cardeal Girolamo Bernerio, OP
- Bispo Cláudio Rangoni
- Arcebispo Wawrzyniec Gembicki
- Arcebispo Jan Wężyk
- Bispo Piotr Gembicki
- Bispo Jan Gembicki
- Bispo Bonawentura Madaliński
- Bispo Jan Małachowski
- Arcebispo Stanisław Szembek
- Bispo Felicjan Konstanty Szaniawski
- Bispo Andrzej Stanisław Załuski
- Arcebispo Adam Ignacy Komorowski

A sucessão apostólica é:
- Bispo Walenty Franciszek Wężyk (1753)
- Arcebispo Władysław Aleksander Łubieński (1758)